# شهرستان پونگسو
شهرستان کیم پونگسو یا پونگسا (به کره‌ای: 풍서군) یک شهرستان در شمال کره شمالی است که در تابعیت استان ریانگ‌گانگ قرار دارد.
این شهرستان در دسامبر سال ۱۹۵۲ میلادی، با جدایی از شهرستان گاپسان در تابعیت استان هامگیونگ جنوبی تاسیس شد. 
در سال ۱۹۵۴ میلادی، با تاسیس استان ریانگ‌گانگ از مناطق شمالی استان هامگیونگ جنوبی، این شهرستان نیز به این استان جدید ملحق شد.

## تقسیمات اداری
شهرستان پونگسو به ۱ شهرک، ۳ منطقهٔ کارگری، و ۱۷ روستای تابعه تقسیم شده است.
| - ‌ شهرک‌ها - پونگسو (풍서읍، P'ungsŏ-ŭp) - مناطق کارگری - سوچانگ (서창로동자구، Sŏch'ang-rodongjagu) - هاپّو (합포로동자구، Happ'o-rodongjagu) - یاکسو (약수로동자구، Yaksu-rodongjagu) - روستاها - اوپو (우포리، Up'o-ri) - روهونگ (로흥리، Rohŭng-ri) - ریمسو (림서리، Rimsŏ-ri) - سانگ (상리، Sang-ri) - سوکشین (속신리، Soksil-li) - سوگو (석우리، Sŏg'u-ri) | - روستاها (ادامه) - شین‌چانگ (신창리، Sinch'ang-ri) - شین‌دونگ (신덕리، Sindŏng-ri) - شین‌میونگ (신명리، Sinmyŏng-ri) - ریونگ‌مون (룡문리، Ryongmul-li) - گوانهونگ (관흥리، Kwanhŭng-ri) - گویبونگ (귀복리، Kwibong-ri) - مونجو (문조리، Munjo-ri) - موها (무하리، Muha-ri) - نه‌پو (내포리، Naep'o-ri) - هوائون (회은리، Hwaŭl-li) - یوسانگها (유상하리، Yusangha-ri) |